# Wyszesławice
Dynastia Wyszesławiców – dynastia panująca w Serbii od poł. VIII w. do 950 roku.

## Historia dynastii

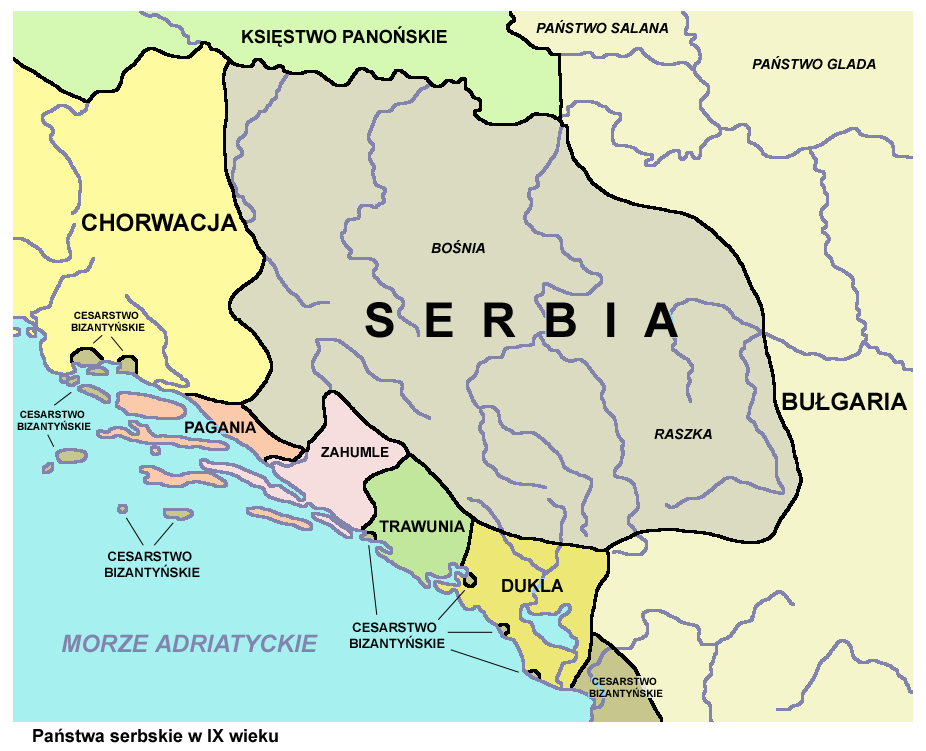
Serbia w IX-X wieku

Nazwa dynastii pochodzi od imienia jej założyciela, Wyszesława. Z dynastii Wyszesławiców pochodzi dziesięciu serbskich władców. Pierwsi trzej Wyszesław, Radosław i Prosigoj znani są jedynie z imienia. Czwarty władca tej dynastii, Włastimir zbudował podstawy politycznego znaczenia księstwa serbskiego około połowy IX wieku. Jego synowie podjęli około 855 wspólne rządy w państwie, ostatecznie jednak najstarszy Muncimir pozbył się rywali oddając ich jako zakładników w ręce bułgarskie. W następnym pokoleniu rozpoczęły się waśnie dynastyczne. Syn Muncimira, Pribisław, po krótkich rządach ustąpił ok. 892 roku władzę synowi stryja Gojnika – Piotrowi Gojnikoviciowi. W latach 917-924 na tronie zostało osadzonych w wyniku interwencji cara sąsiedniej Bułgarii Symeona I kolejno dwóch władców z różnych gałęzi rodu. W 924 roku Serbia na krótko została przyłąćzona do Bułgarii. Po śmierci Symeona w 927 roku władzę w państwie odzyskał ostatni przedstawiciel dynastii Czasław Klonimirović. Wraz z jego śmiercią w nurtach rzeki Sawy, dynastia wygasła w 950 roku.

## Władcy z dynastii Wyszesławiców
- Wyszesław, rządził w roku 780, jego ojcem miał być Nieznany książę
- Radosław, (syn Wyszesława) nieznany
- Prosigoj (syn Radosława)
- Włastimir (syn Prosigoja) rządził około połowy IX wieku

Włastimir miał trzech synów i córkę. Jego córka poślubiła księcia Krainę, syna Beleasa, żupana Trawunii. Młodsi synowie władali swoimi domenami podlegając Muncimirowi.
- Muncimir rządził od II połowy IX wieku do śmierci w 891 lub 892 roku
- Strojimir (wasal Muncimira, potem zakładnik księcia Bułgarii Borysa)
- Gojnik (wasal Muncimira, potem zakładnik księcia Bułgarii Borysa)
  - Pribisław (syn Muncimira), rządził ok. 891 – 892
  - Bran (młodszy brat Pribisława, syn Muncimira), pretendował do tronu ok. 895
  - Stefan (najmłodszy brat Pribislava i Brana, syn Mutimira)
  - Piotr Gojniković (syn Gojnika, wnuk Włastimira), rządził ok. 892 – 917, pojmany przez Bułgarów, zmarł jako ich więzień
    - Paweł Branović (syn Brana, wnuk Muncimira), rządził ok. 917 – 920, wprowadzony na tron przez Bułgarów, obalony przez Bizantyjczyków
    - Zachariasz Pribislavović (syn Pribisława, wnuk Muncimira), rządził 920 – 924 (wprowadzony na tron przez Bizantyńczyków, usunięty przez Bułgarów)
    - Czasław Klonimirović (syn Klonimira, wnuk Strojimira), rządził od 927 – do ok. 950: wraz z jego śmiercią wygasła dynastia[1].

## Drzewo genealogiczne dynastii
|                                            |                                            |                                  |                                  |        |        |                                        |                                        |  |                                    |                                    |  |  |
|                                            |                                            |                                  |                                  |        |        | Wyszesław                              |                                        |  |                                    |                                    |  |  |
|                                            |                                            |                                  |                                  |        |        |                                        |                                        |  |                                    |                                    |  |  |
|                                            |                                            |                                  |                                  |        |        | Radosław                               |                                        |  |                                    |                                    |  |  |
|                                            |                                            |                                  |                                  |        |        |                                        |                                        |  |                                    |                                    |  |  |
|                                            |                                            |                                  |                                  |        |        | Prosigoj                               |                                        |  |                                    |                                    |  |  |
|                                            |                                            |                                  |                                  |        |        |                                        |                                        |  |                                    |                                    |  |  |
|                                            |                                            |                                  |                                  |        |        | Włastimir (panował do ok. 855)         |                                        |  |                                    |                                    |  |  |
|                                            |                                            |                                  |                                  |        |        |                                        |                                        |  |                                    |                                    |  |  |
|                                            |                                            |                                  |                                  |        |        |                                        |                                        |  |                                    |                                    |  |  |
|                                            |                                            | Muncimir (panował ok. 855-891)   | Muncimir (panował ok. 855-891)   |        |        | Strojimir                              | Strojimir                              |  | Gojnik                             | Gojnik                             |  |  |
|                                            |                                            |                                  |                                  |        |        |                                        |                                        |  |                                    |                                    |  |  |
|                                            |                                            |                                  |                                  |        |        |                                        |                                        |  |                                    |                                    |  |  |
| Pribisław (panował 891-892)                | Pribisław (panował 891-892)                | Bran                             | Bran                             | Stefan | Stefan | Klonimir                               | Klonimir                               |  | Piotr Gojniković (panował 892-917) | Piotr Gojniković (panował 892-917) |  |  |
|                                            |                                            |                                  |                                  |        |        |                                        |                                        |  |                                    |                                    |  |  |
| Zachariasz Pribislavović (panował 920-924) | Zachariasz Pribislavović (panował 920-924) | Paweł Branović (panował 917-920) | Paweł Branović (panował 917-920) |        |        | Czasław Klonimirović (panował 927-950) | Czasław Klonimirović (panował 927-950) |  |                                    |                                    |  |  |